# Swing (Rhythmus)
Der Swing (englisch für „Schwingen“) ist ein fließender, „schwingender“ Rhythmus, der besonders im Jazz verwendet wird. Diese Rhythmik gehört zu den wesentlichsten Elementen der meisten Genres des Jazz. Er findet sich aber fallweise auch in anderen Musikarten, wie dem zum Country gehörenden Western Swing.

## Ältere Erklärungsansätze

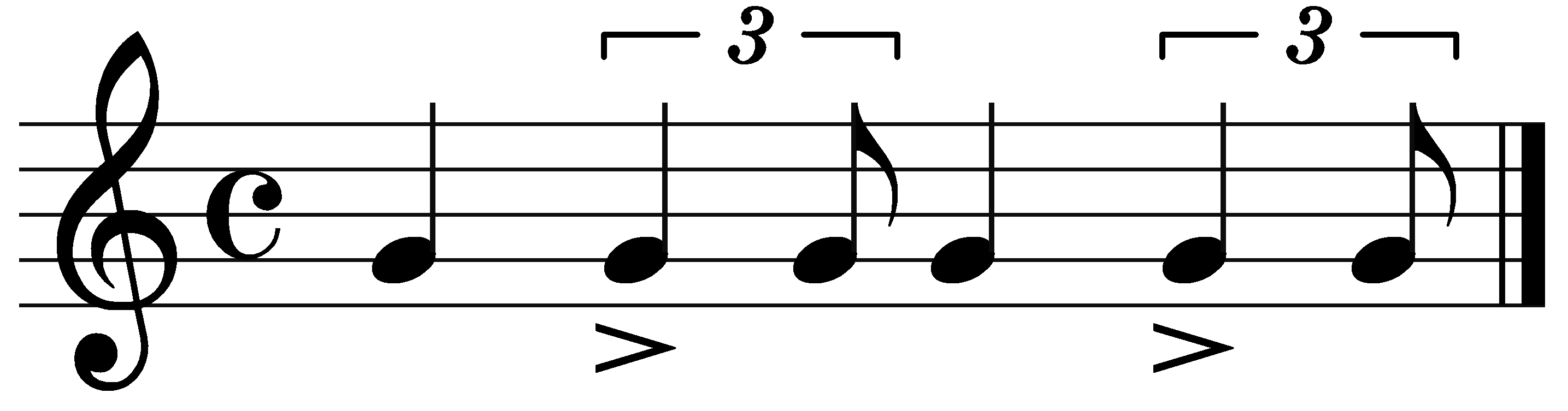
Typisches Muster im Swing-Rhythmus mit Betonung des Backbeats

Mit der Erklärung des Swing-Phänomens hat sich besonders die europäische Jazzforschung beschäftigt.

### Sensumotorische Spannung
Der Schweizer Musikwissenschaftler Jan Slawe versuchte bereits 1948, Swing zu erklären als „rhythmische Konfliktbildung“ (Spannung) zwischen der Regelmäßigkeit des Rhythmus und ihrer Durchbrechung, zwischen Fundamentalrhythmus und Melodierhythmus, zwischen sich überlagernden Rhythmen („binäre“ vs. „ternäre Rhythmen“ bzw. Polyrhythmik) und zwischen den Sprachton-Akzenten freier Rezitation und dem (melodisch bestimmten) Rhythmus der Begleitung. „Das Erlebnis des swing ist sensumotorischer Art und deshalb echter, natürlicher und aufrichter als jedes andere Erlebnis intellektueller Art.“ Das entstehende sinnliche „Verhältnis bestimmt den Unterschied in der erlebnismäßigen Auffassung der europäischen und der Jazzmusik.“

### Afrikanisches Erbe
Der Musikethnologe Alfons M. Dauer führte in seinen klassischen Untersuchungen 1958 und 1961 den Swing auf dessen Herkunft aus der afrikanischen Musik zurück. Er nennt als zentrales Moment für die Entstehung des Swing das Verhältnis von Beat und Offbeat, also der Betonung von Schlägen zwischen den Schlägen des Grundpulses (auf der Zählzeit „und“), das sind im Notenbeispiel die unbetonten Achtelnoten. Dauer zufolge ist der Beat eine ungegliederte gleichmäßige Folge von Impulsen gleichen Abstands, die entweder akustisch wahrnehmbar sind oder auch nur gefühlt werden. Aus diesem statischen Beat tritt der Offbeat heraus, was eine erlebbare innere Spannung erzeugt, die nach einem „entspannenden Ausgleich“ verlangt.
Slawe nicht unähnlich nimmt auch Dauer eine Form der rhythmischen Spannung an, die er jedoch auf ein mehrschichtiges, in der afrikanischen Musik wurzelndes Rhythmusgefühl bezieht, in dem bereits der Beat eine belebte Schicht darstellt.

### Betonung des Tempos
Joe Viera erweiterte 1970 die bisherigen Erklärungsversuche, indem er den Swing mit Hilfe des Modells von „Beschleunigungsakzenten“ als ein Tempophänomen erklärte: Über einem gleichbleibenden Grundrhythmus bewirken geringfügig verschobene Töne den Eindruck von Beschleunigungen. Die Beschleunigungsakzente liegen dabei nur um ein Geringes (also keineswegs um ein Achtel) vor dem Beat; auf diese Weise kann bereits eine einstimmige Melodielinie „swingen“ (etwa beim Walking Bass). Er wies auch darauf hin, dass die Art des Swingens stark variiert – in Abhängigkeit vom Tempo des Stückes, aber auch individuell von Musiker zu Musiker und zwischen verschiedenen Jazz-Stilen.
Damit überwindet Viera die sowohl bei Slawe als auch bei Dauer bestehenden ahistorischen Erklärungsansätze und berücksichtigt, dass „Swingen“ nicht in allen Perioden der „Geschichte des Jazz“ das Gleiche bedeutet.

### Anatomie des Swing
Carlo Bohländer sieht in seiner gleichnamigen Untersuchung von 1986 die Ursache des Swing vor allem in einer Überlagerung des europäischen Taktperiodenbaus mit dem „afrikanischen Multibeatgefühl.“ Dieses Multibeatgefühl entsteht Bohländer zufolge durch die Über- oder Unterlagerung des im Jazz dominierenden Viertelbeat durch Beat-Gruppierungen höherer Ordnung (Achtelbeat, Sechzehntelbeat). Diese unregelmäßige Akzentuierung, die innerhalb dieses mehrschichtigen Systems entstehe, schaffe verbunden mit der symmetrischen Leicht/Schwer-Ordnung des europäischen Taktsystems die Voraussetzung für eine „Swing-Begünstigung“.
So aufschlussreich die (recht komplexe) Analyse auch im Detail ist, so problematisch ist der musikwissenschaftliche Eurozentrismus Bohländers, mit dem es ihm nicht (ähnlich wie Viera) gelingt, auch die feinen, mikrorhythmischen Nuancen zu beleuchten.

## Synthese
Ekkehard Jost entwickelt zusammenfassend die folgende Erklärung für den swing:
- Swing gründet sich auf die Spannungsbildung zwischen mindestens zwei rhythmischen Schichten, die nicht unbedingt gleichzeitig akustisch wahrnehmbar sein müssen, sondern von dem auch eine lediglich als gefühlter Fundamentalrhythmus (Beat) vorhanden ist.
- Die Spannungsbildung beruht auf Offbeat-Akzentuierungen, die einerseits auf der Ebene eines Makro-Offbeats entstehen können (z. B. „vorgezogene Achtel“), andererseits auf der Ebene von Mikro-Offbeats (Eindruck minimaler Tempoveränderungen, des Schwingens).
- Die Spannungsbildung beruht weiterhin auf polyrhythmischen Überlagerungen, wie sie besonders in einer „ternären Achtelphrasierung“ auftreten können.
- Mikrostrukturelle Nuancen bei der Ausführung der genannten Gestaltungsmittel werden durch Faktoren der Artikulation, Akzentuierung und durch das Tempo beeinflusst. Sie sind außerdem durch die Stilistik einzelner Genres und die Individualität der Interpretatoren beeinflusst: So ist das swing-Feeling im Swing anders als im Bebop; auch swingt John Coltrane anders als Sonny Rollins.[3]
- Damit gibt es nicht einen einzigen swing, „sondern vielmehr eine im Rahmen der aufgezählten Merkmalskonstellationen unendlich große Zahl möglicher Arten zu swingen.“ Folglich kann auch nicht nur eine einzige der vorher aufgeführten Swing-Theorien richtig sein, und so verwundert auch nicht das Problem von Jazzautoren wie Joachim-Ernst Berendt, dass sich der swing „nicht in Worte fassen“ lasse.[6]

## Erzeugung und Wirkung
Um den „Swing“-Eindruck entstehen zu lassen, muss eine Rhythmusgruppe, beispielsweise ein pizzicato zupfender Kontrabassist, schlagende Rhythmusgitarristen oder der Schlagzeuger, einen möglichst exakten Beat vorgeben. Den anderen Part übernimmt dann der Solomusiker instrumental oder vokal, er „zieht“ durch vorschnelle Synkopen einen langsameren Rhythmus oder „bremst“ durch verzögerte Synkopen, währenddessen die Rhythmusgruppe unerbittlich und exakt wie ein Uhrwerk oder Metronom weitertaktet. Dabei spielen aber beide Parts im gleichen Tempo, nicht etwa schneller oder langsamer. Bei orchestralen Stücken, wenn die Musiker die Melodiestimme nach Noten spielen und alle Instrumentalisten einer Bläsergruppe zwangsweise gleichzeitig einsetzen und exakt spielen müssen, kann nur die Rhythmusgruppe durch zumeist „Bremsen“ (anticipated bass) oder seltener „Antreiben“ den Swing entstehen lassen. Die Kunst bei einer Big Band besteht dann darin, dass die Melodiegruppe ihren eigenen Rhythmus beibehalten muss und sich nicht an das Taktmuster der Rhythmusgruppe anlehnt. Die Überlagerung der Rhythmen ergibt eine Art langgestreckte Schwebung, die vergleichbar wie Binaurale Beats als „Schwingen“ oder „Eiern“ wahrgenommen wird, wie der unrunde Schwung, den man benötigt, um einen Hula Hoop-Reifen am Körper zu halten.
Der ziehende „Drive“ gegenüber den exakten Rhythmusgitarristen ist beispielsweise gut erkennbar bei Django Reinhardt im Gypsy-Jazz, abwechslungsreich synkopiert Louis Armstrong, wenn er Mack The Knife interpretiert und abwechselnd nach und vor dem Beat einsetzt, noch auffälliger synkopiert vor und nach dem Beat des Walking Bass beispielsweise Vic Dana in I Will Wait for You. Bei der Moonlight Serenade des Glenn Miller Orchesters „bremst“ der exakt akzentuierende, aber mit jeder Phrase nach und nach zögernder schlagende Kontrabass die exakt taktende Melodiestimme und langsam beginnt die Aufnahme zu „swingen“ (siehe auch Groove).
Darin geübte Schlagzeuger akzentuieren mit einer Hand exakt auf den Beat (tight = eng oder straight = gerade) und mit der anderen Hand laid back (zurückhaltend, Nachschlag) oder auch in front (vorwärts, Vorschlag), wodurch ebenfalls ein Swing-Effekt entstehen kann. Der Bassist orientiert sich am Schlagzeuger und stellt sich dabei auf den Nachschlag ein oder der Schlagzeuger orientiert sich optisch daran, wann der Bassist zupft (und der Ton des Basses ertönt erst verspätet, wenn die Saite ausgelassen wird).
Singt oder spielt ein (unerfahrener) Solist exakt im Rhythmus, dann übernehmen erfahrene Jazzmusiker der Rhythmusinstrumente, im Jazz meist der Bassist oder der Schlagzeuger, „automatisch“ die Aufgabe des Bremsens oder Ziehens, damit sich durch ihr dynamisches Zusammenspiel der „Swing“ einstellt. Daher diskutierten Musiker und Musikwissenschaftler auch rhythmische Schwankungen als Merkmal des Swing. Beispielsweise spielen Solisten gelegentlich für kurze Zeit merklich nach dem Beat, was im Fachjargon laid-back heißt. Einige Musikwissenschaftler vertraten die Meinung, dass Jazz nur dank solcher Microtiming Deviations, kleineren Abweichungen im Timing (zum Beispiel zwischen den verschiedenen Instrumenten) swinge.
Solomusiker, die eine Melodie- oder Begleitstimme spielen, wippen oft mit dem Fuß den von der Rhythmusgruppe vorgegebenen Beat mit, dies dient nicht dazu exakt den Takt zu halten, sondern synkopisch gegen diesen Beat anzuspielen, während in der Gruppe spielende Musiker damit versuchen ihren Takt zu halten, der durch die Rhythmusgruppe „gestört“ wird.

## Ähnliche Gestaltungsmittel
Vorläufer des Jazz, wie am Klavier gespielte Ragtime- und Boogie-Woogie-Musik, weisen ebenfalls das Merkmal auf, dass die Begleitung (linke Hand) streng im Takt bleibt, während die rechte Hand die Melodiestimme mit Synkopen zeitverzögert interpretiert. (Das zeitverzögerte Spiel samt Begleitung ist für den einzelnen Musiker schwieriger zu spielen, als wenn sich mehrere Musiker diese Aufgabe teilen).
Vorläufer in der europäischen klassischen Musik waren das Rubato und die Agogik: Das Rubato ist eine Ausdrucksform, bei der die Melodiestimme zeitweise vorauseilt oder zurückbleibt, während die Begleitung streng im Takt bleibt. Melodie und Begleitung erklingen für eine Weile nicht synchron. Beim agogischen Spiel wird das Tempo beim Solospiel oder Sologesang leicht variiert. Zusammen mit der Dynamik und Phrasierung können diese Ausdrucksformen eine musikalische Interpretation individuell einmalig machen. Diese Stilmittel sind beispielsweise gut bei den „wienerisch“ genannten Verzögerungen, Dehnungen und für sensible Tänzer mitreißenden Beschleunigungen bei der Interpretation eines Wiener Walzers durch vornehmlich österreichische Orchester zu erkennen, während ein Marsch oder Cancan akkurat geordneter ohne Tempoänderungen gespielt wird.
Auch in der Neuen Musik, wie bei Igor Strawinski, werden ähnliche Gestaltungselemente verwendet, insbesondere bei einigen Tangos. Das deutlichste historische Vorbild sind die ebenfalls ungleichmäßig zu spielenden „Notes inégales“ in der französischen Barockmusik.
Ein dem Swing sehr ähnlicher Rhythmus ist der Shuffle. „Im Gegensatz zum Swing wird beim Shuffle die erste Note einer Triolen-Gruppe kurz phrasiert. Die letzte Note ist wieder lang und wird an die nächste Triolen-Gruppe gebunden, deren erster Ton wieder kurz phrasiert wird. In der Mitte der Triolen-Gruppe entsteht so eine kleine Pause.“

## Musikalische Notation
Um die musikalische Notation zu vereinfachen, wird als Tempo häufig „Swing“ oder „Medium Swing“ angegeben, häufig auch mit der graphischen Zusatzangabe, dass zwei Achtel triolisch, mit quasi „verzögerter“ zweiter Achtel interpretiert werden sollen. Als alternative Schreibweise ist ein durchgehender 12⁄8-Takt oder durchgehend notierte Triolen im Viervierteltakt denkbar, beides ist aber in der Praxis unüblich.
Über Abschnitte, in denen die Achtelnoten in gleichmäßiger Aufteilung gespielt werden sollen, wird normalerweise die Bezeichnung „straight“ geschrieben.